# I lunedì al sole
I lunedì al sole (Los lunes al sol) è un film del 2002 diretto da Fernando León de Aranoa.
Il film racconta la dura quotidianità di un gruppo di disoccupati divenuti tali dopo la dismissione di grandi cantieri navali a Vigo, nel nord-ovest della Spagna.

## Trama
A distanza di alcuni anni da aspre lotte sindacali che li hanno visti sconfitti, un gruppo di ex lavoratori dei cantieri navali è ancora in cerca di un lavoro.
Santa vive da solo, ha un procedimento giudiziario in corso che lo vede costretto a risarcire i danni causati ad un lampione proprio durante le manifestazioni all'epoca delle lotte sindacali. Ha un carattere ribelle e sogna un giorno di trasferirsi in Australia.
José ha una moglie che ama e che lavora. Questa cosa lo rende suscettibile e paradossalmente anche quando vorrebbe rendersi utile finisce fatalmente per allontanare da sé e da sua moglie quel progetto di famiglia felice già profondamente compromesso dalla crisi.
Paulino ha moglie e figli ed è alla ricerca spasmodica di un impiego che non arriva mai, forse anche per l'avanzare degli anni contro cui combatte un'inutile battaglia.
Amador è ancora più anziano e non fa altro che bere, in attesa che torni la moglie, partita non si sa bene per dove.
Reina un impiego l'ha trovato, e ogni tanto offre da bere ai suoi vecchi compagni e l'invita a vedere la partita da un terrazzo di uno stabile sul quale vigila e dal quale si riesce a vedere metà dell'antistante campo di gioco della locale squadra di calcio.
Serguei è russo, dice di essere un mancato astronauta, ha un carattere gioviale e si lamenta poco.
Rico è il proprietario del bar dove gli amici si riuniscono regolarmente. All'epoca delle lotte sindacali si accordò evitando il licenziamento, che però fu rimandato solo di un anno. Più scaltro degli altri investì la buonuscita per aprire un locale e ora se la cava nonostante la crisi, ha una moglie e una figlia adolescente, Nata, in gamba e intraprendente.
Un giorno Amador, più disperato di quanto non avessero immaginato gli stessi amici, si suicida gettandosi dalla finestra. A piangerlo ci sono solo gli amici del bar. José racconta la cosa alla moglie, puntualizzando come l'amico abbandonato dalla sua consorte avesse perso progressivamente ogni stimolo precipitando in un tunnel senza sbocco. La moglie Ana, stanca dell'apatia del marito, si era già decisa a lasciarlo, ma commossa dal racconto della storia di Amador, ci ripensa abbracciando José cui evidentemente non ha smesso di voler bene nonostante tutto.
Per un addio degno all'amico Amador, dietro la guida del solito Santa, gli amici salgono nottetempo sul traghetto che quotidianamente collega con la città i tanti pendolari del sobborgo portuale. Avviato il natante si fermano in mezzo al braccio di mare ma poi si accorgono di essersi dimenticati le ceneri dell'amico che avrebbero dovuto spargere solennemente. Una risata scioglie l'imbarazzo mentre la mattina successiva centinaia di passeggeri attendono inutilmente il traghetto che è fermo, a poche centinaia di metri, con quattro persone sul ponte, intente a godersi il primo sole del mattino.

## Produzione
Il film è stato girato interamente a Vigo e dintorni. Gli scontri mostrati in immagini di repertorio all'inizio del film si riferiscono invece a disordini avvenuti nella città di Gijón.

## Riconoscimenti
- Premi Goya 2003: 
  - Premio per il miglior film.
  - Premio al miglior regista.
  - Premio al miglior attore protagonista per Javier Bardem.
  - Premio per il migliore attore non protagonista per Luis Tosar.
  - Premio per il miglior attore rivelazione per José Ángel Egido.
  - Candidata per la migliore attrice rivelazione per Nieve de Medina.
  - Candidato per la migliore sceneggiatura originale per Fernando León de Aranoa e Ignacio del Moral.
  - Candidato per il miglior montaggio.
- Premio Unione degli attori: 
  - Premio per il miglior attore protagonista a Javier Bardem.
  - Premio per il migliore attore del suo genere a Joaquín Climent.
  - Premio premio per la miglior attrice secondaria e rivelazione per Nieve de Medina.
  - Premio al migliore attore secondario per Luis Tosar.
  - Candidato per il miglior attore secondario e rivelazione per José Ángel Egido.
- Festival di San Sebastián: 
  - Conchiglia d'oro al miglior film.
- Premio Ondas per la miglior pellicola Spagnola.
- Fotogramas de Plata: 
  - Premio per la miglior pellicola.
  - Premio per il miglior attore a Javier Bardem.
- Premio del cinema europeo: 
  - Candidato al miglior attore per Javier Bardem.
  - Candidato alla migliore regia per Fernando León de Aranoa.
  - Candidato alla migliore attrice per Nieve de Medina.